# 十日草輔
十日草輔（1975年—），日本漫畫家。

## 生平
少年時期只看少年漫畫，20歲時立志要做漫畫家，便開始看各種類型的漫畫。在參加繪本比賽贏得了大獎後，得以出版一本書，但此時出版商卻倒閉了。接下來他的漫畫家目標也受挫，於是他成為了一名上班族。通過作為受薪階層的經歷，他學到了畫漫畫的重要知識。在他擔任上班族期間，他從事網路工作，並擁有經驗豐富的工程師、設計師和網路行銷經驗。
「再畫繪本吧」如此想著的十日，買下Wacom的繪圖板，感覺「就像用鉛筆畫圖一樣」的十日，覺得一邊工作、一邊畫圖「這是可能」的。由於沒有成家，他於2016年10月離職，2017年1月開始畫漫畫。最初是打算畫繪本的，結果發現繪本募集的人很少，其他的投稿人都很年輕。在認知到畫繪本的門檻高時接觸了網路漫畫，覺得「在網上的話任何人都能閱讀」。放棄繪本轉向漫畫時，他想「我要閱讀最暢銷的漫畫。」自從對成為漫畫家感到失望之後就沒有看過漫畫的十日看了尾田榮一郎的《ONE PIECE》，認為它「非常有趣」 ，在疏遠漫畫之前，他原本就喜歡《週刊少年JUMP》的漫畫，《金肉人》、《七龍珠》是他最喜歡的作品，影響他最多的作者是鳥山明。漸漸地他感覺到多年來閱讀漫畫的影響終於出現了。
從2017年開始，在漫畫網站Manga Hack開始連載《國王排名》。他只作為漫畫家活動，未從事副業。開始的筆名是「goriemon」，Nico Nico 靜畫使用了「aaa」，個人網站則使用「とかただ」。他說自己的本名運勢很差，所以拼命想出自己的筆名。他使用「goriemon」走紅，但因其垂直書寫困難而改名。由於他從小被父母禁止看漫畫和動畫，所以他對父母隱瞞了創作漫畫的事。2018年，該作品在推特上成為熱門話題，成為趨勢。他還被提名2018年下一部漫畫大賞的網路漫畫類別。單行本於2019年由角川的Beam Comics發行後，決定由WIT STUDIO製作動畫，同年作品獲得「大家票選TSUTAYA漫畫大賞2019」第6名。2019年4月18日起，文章《脱サラ41歳のマンガ家再挑戦-王様ランキングがバズるまで》在網絡媒體「マトグロッソ」連載。